# Taumatawhakatangihangakoauauotamateaturipukakapikimaungahoronukupokaiwhenuakitanatahu
Taumatawhakatangihangakoauauotamateaturipukakapikimaungahoronukupokaiwhenuakitanatahu o simplemente Taumata Hill es una colina de Nueva Zelanda situada en la isla Norte, cuya parte más alta se encuentra a 305 m de altitud. Es conocida por su nombre, el topónimo más largo del mundo, con 85 letras según el topónimo aceptado por el Libro Guinness de los Récords. Su etimología radica en una leyenda maorí que tiene por protagonista a Tamatea, un antepasado maorí. El lugar está señalizado por un cartel cuya longitud es proporcional al nombre de la colina.

## Toponimia
La colina se llama Taumatawhakatangihangakoauauotamateaturipukakapikimaungah-
oronukupokaiwhenuakitanatahu en maorí, que en español significa «La cima donde Tamatea, el hombre de grandes rodillas, el escalador de montañas, el devorador de tierra, el viajero incansable, tocó su flauta a un ser querido».
Existen otras variantes, como Taumatawhakatangihangakoauauotamateapokaiwhenu-
akitanatahu (pronunciación Archivado el 3 de junio de 2010 en Wayback Machine.), Taumata-whakatangihanga-kōauau-o-tamatea-turi-pūkaka-piki-maunga-horonuku-pōkai-whenua-ki-tānatahu, Taumata-whakatangihanga-kōauau-a-Tamatea-pōkai-whenua-ki-tana-tahu o una versión más larga, Taumata-whakatangihanga-koauau-o-Tamatea-haumai-tawhiti-ure-haea-turi-pukaka-piki-maunga-horo-nuku-pokai-whenua-ki-tana-tahu, que significa en español «La colina de la flauta tocada por Tamatea —quien soplaba desde lejos, tenía un pene circuncidado, raspó sus rodillas escalando montañas, cayó a la Tierra y la rodeó— para su ser querido». El nombre suele abreviarse a Taumata para facilitar la conversación.
Está registrado en el Libro Guinness de los Récords con la ortografía Taumatawhakatangihangakoauauotamateaturipukakapikimaungah-
oronukupokaiwhenuakitanatahu, es decir, con 85 letras, siendo el topónimo más largo del mundo en el sistema alfabético latino. El otro único nombre que aspira a este título es el nombre completo de Bangkok, capital de Tailandia, cuya transcripción en el alfabeto latino cuenta con 163 caracteres.
Este topónimo fue creado por la tribu maorí de los Ngati Kere, que viven en la región. Su etimología proviene de una leyenda maorí, en la cual Tamatea participó en la batalla de Matanui junto con su hermano contra la tribu de los Ngati-Hine. Pero en el transcurso de los enfrentamientos, el hermano murió y Tamatea, profundamente afectado, tocó cada mañana durante varios días en los lugares del combate una elegía con el kōauau, una flauta maorí. Tamatea es un jefe maorí y el antepasado de numerosas familias de Porangahau. No obstante, esta filiación es incierta puesto que dos tribus, los Ngti Kahungunu y los Rangitne, reclaman ser sus descendientes. El topónimo maorí de la colina es un caso de taunaha whenua, en el cual se designa un lugar por un jefe ancestral de acuerdo a un acontecimiento ocurrido durante su vida. Este tipo de topónimo se caracteriza por la incorporación de nombres de personas, lo que permite una legitimación de las reivindicaciones territoriales de una tribu.

## Geografía
La colina se ubica al sureste de la Isla Norte, en la autoridad territorial de Central Hawke's Bay de la región de Hawke's Bay, al sur de la ciudad de Waipukurau y al este del pueblo de Mangaorapa, en el municipio de Porangahau.
Formaba parte de un conjunto de colinas alineadas entre las ciudades de Wimbledon al sur y Porangahau al norte, orientado norte-noreste-sursudoeste y paralelo a la cordillera Puketoi situada al oeste. Esta cadena de colinas se formó a partir de una de las numerosas fallas que recorren la mitad oriental de la Isla Norte. Esta falla pasa por la verticalidad de la colina, que está constituida por gres, marga y esquistos que datan del Cretácico.
Con la parte más alta situada a 305 metros de altitud, la colina se divide en dos terrenos privados, uno al norte y el otro al sur y cuya demarcación sigue la línea de la cresta. Sus pendientes están cubiertas por maleza y zonas de pastoreo cerradas donde pacen corderos y bovinos. Sus cuencas alimentan dos riachuelos, uno que va en dirección norte y otro en dirección sur, y que desembocan en el río Porangahau.
Su clima es el clima regional de la costa sureste de la Isla Norte, de tipo templado. Se caracteriza por temperaturas medias que varían de 12 a 14°C en invierno y de 23 a 25 °C en verano, por precipitaciones que vienen generalmente del sur y del este en invierno y que pueden dejar de 800 a 1000 milímetros anuales, por vientos provenientes principalmente del oeste (ocasionalmente con foehn) y por una insolación anual de 2000 a 2200 horas.
La colina está situada en el territorio del clan maorí de los Ngti Kahungunu ki Wairarapa que forma parte de la tribu de los Ngti Kahungunu, en una región de relativamente escasa densidad de población, puesto que es inferior a 6,9 hab/km² (2006).

## Turismo

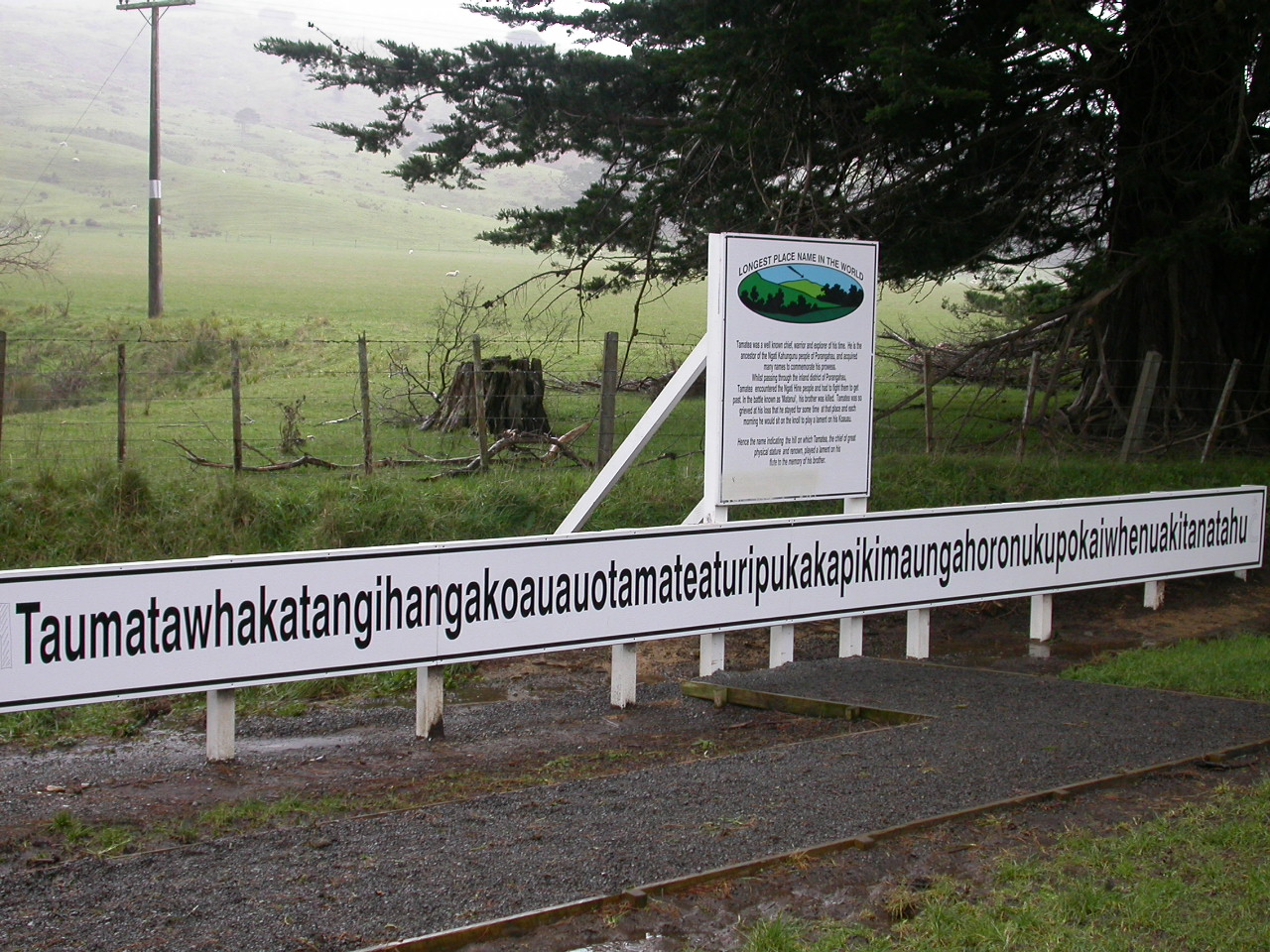
Vista del cartel que indica el topónimo, su explicación y el emplazamiento de la colina en el horizonte.

Puede accederse a la cumbre con tres o cuatro horas de marcha sobre un camino relativamente fácil pero que no está  recomendado para los niños pequeños. Desde allí, el panorama permite observar otras colinas de la región, así como el océano Pacífico mirando en dirección este. A los visitantes se les propone un servicio de visitas guiadas; los guías los acompañan hasta la cumbre de la colina y les cuentan la leyenda de Tamatea.
Un cartel de diez metros de longitud indica la proximidad de la colina. Está situado a la salida del paseo, al lado de la Wimbledon Road, a cinco kilómetros al sur de Porangahau, y a la altura del puente Mangamaire que atraviesa el río del mismo nombre.

## Cultura popular
La colina es el tema principal de una canción de los años 60 del cantante neozelandés Peter Capo, y del fragmento Thunderground de los disc-jockeys Hardcore Dj's Darkraver y Dj Vince. Su nombre apareció también en la canción The Lone Ranger del grupo británico Quantum Jump. También está presente en un anuncio radiofónico de la bebida Mountain Dew.
El nombre de la colina también puede tener un valor educativo puesto que una escuela primaria de Auckland, la ciudad más grande de Nueva Zelanda, puso como tarea a sus alumnos contar su número de letras.